# Saidor
Saidor est un village situé dans la province de Madang, sur la côte nord de la Papouasie-Nouvelle-Guinée. 

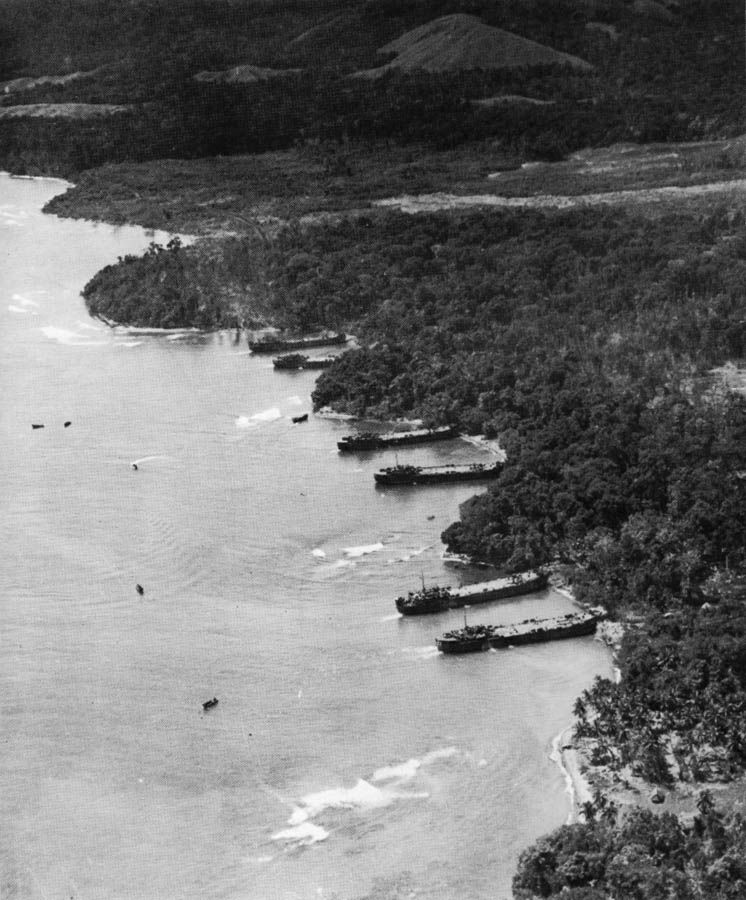
Vue aérienne de la côte de Saidor

C'est aussi le centre administratif du district de Rai Coast de la province de Madang en Papouasie-Nouvelle-Guinée. Le village fut le site du débarquement de Saidor pendant la campagne de Nouvelle-Guinée de la Seconde Guerre mondiale.